# 이와테산

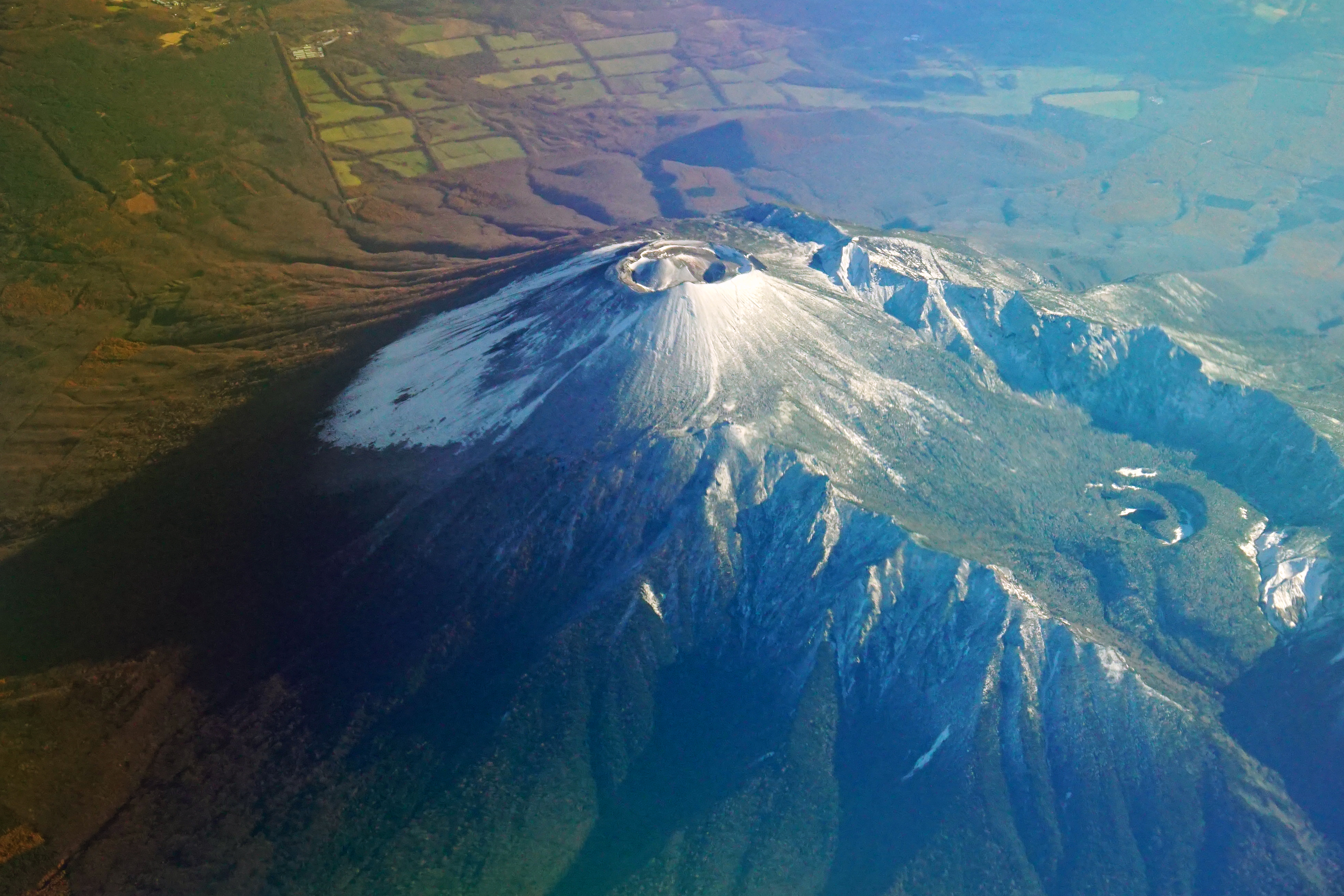

이와테산(일본어: 岩手山 이와테산[*])은 일본 이와테현 서북부에 위치한, 2개의 외륜이 있는 표고 2038 미터의 성층화산이다. 이와테현의 최고봉이자 현의 상징 중 하나로 꼽힌다. 일본백명산 중 하나로 선정되어 있다.